# José Vicente Pinto de Alencar da Silva
José Vicente Pinto de Alencar da Silva (* 2. Januar 1958 in Crato, Ceará) ist ein brasilianischer römisch-katholischer Geistlicher und Bischof von Salgueiro.

Wappen von José Vicente Pinto de Alencar da Silva.

## Leben
José Vicente Pinto de Alencar da Silva besuchte bis 1980 das Colégio estadual Wilson Gonçalves in Crato. 1981 begann er ein Pädagogikstudium an der Philosophischen Fakultät von Crato. Nachdem er 1986 ein theologisches Propädeutikum am Priesterseminar São José in Crato absolviert hatte, studierte er Philosophie und Katholische Theologie am Instituto Teológico Pastoral (ITEP) in Fortaleza. José Vicente Pinto de Alencar da Silva wurde am 2. Oktober 1993 zum Diakon geweiht und empfing am 22. Januar 1994 durch den Bischof von Crato, Newton Holanda Gurgel, das Sakrament der Priesterweihe.
Zunächst war José Vicente Pinto de Alencar da Silva als Kanzler der Kurie und als Pfarrvikar der Pfarrei Nossa Senhora de Fátima in Crato tätig, bevor er 1995 Pfarrvikar und später Pfarrer der Pfarrei São José wurde. Zudem fungierte er ab 1995 zuerst als Subregens und schließlich als Regens des Priesterseminars São José in Crato. Außerdem leitete er das diözesane Ausbildungszentrum für Ständige Diakone. 2002 wurde er für weiterführende Studien in den Fächern Erziehungswissenschaft und Kanonisches Recht nach Rom an die Päpstliche Universität der Salesianer und die Päpstliche Lateranuniversität entsandt. 2008 kehrte José Vicente Pinto de Alencar da Silva in seine Heimat zurück und lehrte am Priesterseminar São José und an der Faculdade Católica do Cariri in Crato. Von 2010 bis 2014 war er Pfarrer der Pfarrei Nossa Senhora de Fátima in Crato. Anschließend wurde er Generalvikar. Vom 20. Juli 2021 bis zum 19. Februar 2022 leitete José Vicente Pinto de Alencar da Silva das Bistum Crato während der Sedisvakanz als Diözesanadministrator. Danach war er Pfarrer der Kathedrale Nossa Senhora da Penha in Crato und erneut Generalvikar. Außerdem gehörte er dem Priesterrat, dem Konsultorenkollegium und dem Diözesanvermögensverwaltungsrat des Bistums Crato an sowie der nationalen Priestervereinigung.
Am 29. März 2023 ernannte ihn Papst Franziskus zum Bischof von Salgueiro. Der Bischof von Crato, Magnus Henrique Lopes OFMCap, spendete ihm am 3. Juni desselben Jahres in der Kathedrale Nossa Senhora da Penha in Crato die Bischofsweihe; Mitkonsekratoren waren der emeritierte Bischof von Crato, Fernando Panico MSC, und der Erzbischof von São Luís do Maranhão, Gilberto Pastana de Oliveira. José Vicente Pinto de Alencar da Silva wählte den Wahlspruch Propter gratiam suam („Kraft Deiner Gnade“). Die Amtseinführung erfolgte am 1. Juli 2023.